# 阿兰·勒罗伊·洛克
阿兰·勒罗伊·洛克（Alain LeRoy Locke，1885年9月13日 - 1954年6月9日）是美国作家，哲学家，教育家和艺术赞助人。在一个广受欢迎的读物《黑人100人》中，阿兰·洛克被列为有史以来最具影响力的非裔美国人第36位。1907年，洛克成为首个非裔罗德学者，并且是哈莱姆文艺复兴的哲学总设计师，这场文艺运动由1919年持续到1934年。
阿兰出生于费城，在中央中学接受了中学教育，之后就读于哈佛大学、牛津大学和柏林大学，1918年获哈佛大学哲学博士学位。他出版的著作有《种族接触和种族间关系》（1916年）、《新黑人》（1925年）、《黑人及音乐》（1936年）、《艺术领域的黑人》（1941年）等。洛克还是巴哈伊教的信仰者。